# José Ángel Conchello
José Ángel Conchello Dávila (*Monterrey, Nuevo León, 1 de septiembre de 1923 - Estado de México, 4 de agosto de 1998). Fue un político mexicano, miembro del Partido Acción Nacional del que fue presidente nacional, además de varias veces Diputado Federal, Integrante de la Asamblea de Representantes del Distrito Federal y Senador de la República.

## Trayectoria
José Ángel Conchello era abogado egresado de la Universidad Nacional Autónoma de México, tenía además estudios en Canadá que realizó al obtener una beca de la Organización de las Naciones Unidas, ejerció como catedrático en la Escuela de Periodismo Carlos Septién García y en la Universidad Iberoamericana.
Miembro del PAN desde 1947, fue elegido diputado federal en tres ocasiones: 
- XLVII Legislatura de 1967 a 1970
- XLIX Legislatura de 1973 a 1976
- LIII Legislatura de 1985 a 1988.
- I Asamblea de Representantes del Distrito Federal 1988 a 1991
- Fue elegido Senador de la República:
- LVI y LVII Legislaturas de 1994 a 1998

Como Senador, defendió fuertemente la existencia de la Isla Bermeja en el Golfo de México, referida en mapas desde la época virreinal, ubicándola a 100 km aproximadamente de los límites marítimos territoriales mexicanos al norte de la península de Yucatán. La existencia de esta isla mexicana implicaría que el mar territorial de México aumentara en gran medida en el Golfo de México, justo en donde se cree existen los yacimientos de petróleo más grandes del mundo, así como de minerales como hierro, oro, entre otros. Los Estados Unidos desconocieron su existencia y Conchello fue el primer legislador mexicano en defender su existencia acusando a los estadounidenses de "desaparecerla". La polémica no fue resuelta a raíz de sus debates. El tema sobre la isla fue atendida oficialmente hasta 1997 por la Armada de México y hasta 2009 se realizaron tres exploraciones científicas a cargo de la UNAM, nuevamente por la Armada de México y por Televisión Azteca; todas coincidiendo en que no existía.
En 1972 fue elegido presidente nacional del PAN, cargo que ocupó hasta 1975, durante su presidencia se dio en el PAN una de las más serias crisis políticas, pues se enfrentaban dos grupos internos, el primero liderado por Conchello, era llamado pragmática o participacionista que propugnaba la participación electoral del partido, frente a ellos estaba la fracción doctrinaria o abstencionista, que lideraba Efraín González Morfín y que por el contrario buscaba la abstención de la participación en las elecciones con la finalidad de no darles legitimidad. González Morfín lograría ser su sucesor en la Presidencia Nacional del partido, aunque solo por unos meses, cuando finalmente renunció al partido.
En 1979 fue candidato a Gobernador de Nuevo León, perdiendo la elección frente al candidato del PRI, Alfonso Martínez Domínguez. Representante y Coordinador del Grupo Parlamentario del PAN en la primera Asamblea de Representantes del Distrito Federal de 1988 a 1991 y a partir de 1994 senador por el Distrito Federal, cargo que desempeñó hasta su fallecimiento.
José Ángel Conchello fue opositor a la política de cooperación del PAN con el gobierno de Carlos Salinas de Gortari que se llevó a cabo bajo las presidencias de Luis H. Álvarez y Carlos Castillo Peraza, sin embargo siempre permaneció dentro del partido y en actividad política.
De manera póstuma le fue entregada la Medalla Belisario Domínguez del Senado de la República a su viuda Otilia Román viuda de Conchello el 7 de octubre de 1998.

## Muerte
Murió de forma instantánea en un accidente automovilístico ocurrido en la carretera México-Querétaro el 4 de agosto de 1998, cuando el conductor de un tráiler invadió el carril contrario embistiendo el auto donde viajaba el senador con su chofer que resultó ileso. Por órdenes del entonces gobernador del Estado de México, César Camacho Quiroz, se dispensó la necropsia de ley y se ordenó la investigación CUA/I/4560/98 para encontrar a quien resultara responsable.